# Mihai Ștefănescu-Galați
Mihai Ștefănescu-Galați (n. 5 noiembrie 1874, Galați, județul Covurlui – d. 1949) a fost un chirurg român, profesor de urologie la Facultatea de Medicină din Iași.

## Biografie
Mihai Ștefănescu s-a născut la Galați si a urmat studiile liceale la Liceul Statului din Iași obținând diploma de bacalaureat în 1891. A urmat cursurile Facultății de Medicină din București devenind doctor în medicină și chirurgie în cu teza Asupra relațiunei patologice între ficat și rinichi prezentată și susținută la 21 decembrie 1898. A fost numit asistent la catedra de Anatomie descriptivă a Universitații din București în 1896, specializându-se în urologie în perioada 1901-1905 sub îndrumarea profesorului P. Herăscu, întemeietorul urologiei românești.
Devine docent în chirurgie genito-urinară la Universitatea din Iași în 1905 și, începând cu 1906, ocupă postul de profesor suplinitor la catedra de Anatomie descriptivă a Facultății de Medicină din Iași, fiind numit în același an medic primar al Spitalului „Sfântul Spiridon” din Iași. A fost numit profesor titular la catedra de Clinică Genito-urinară în 1913 pe care a condus-o până 1938, când s-a pensionat pentru limită de vârstă.
A fost decan al Facultății de Medicină din Iași între anii 1926-1929, perioadă în care activitatea Universității ieșene a fost perturbată de mișcările studențești antisemite promovate de A.C. Cuza și Corneliu Zelea Codreanu și față de care a fost intransigent.

## Activitatea literară
Amintirile din timpul războiului au fost relatate în cartea Amintiri din război publicată în 1921, carte care, consideră Garabet Ibrăileanu, conține în rezumat și parțial o istorie a războiului.
A scris texte pentru revistele Viața Românească și Însemnări ieșene, texte care apoi au fost republicate în volumul Poate-i de mult, poate-i de-acum.

## Scrieri
- Călăuza medicului militar în campanie, București, Tipografia Universala, 1916
- Manual de urologie clinică, 1926
- Amintiri din război, Editura Viața Românească S.A., 1921
- Poate-i de mult, poate-i de-acum, Tipografia „Bravo“, Iași, 1937

## Ordine și decorații
Mihai Ștefănescu-Galați a participat la campaniile din al Doilea Război Balcanic (1913) și Primul Război Mondial (1916-1918) cu gradul de locotenent-colonel și apoi colonel, fiind șeful Ambulanței armatei din nordul țării și medic-șef al spitalului mobil al diviziei a IX-a.
A fost decorat cu următoarele ordine și medalii:
- Ordinul Coroana României în grad de ofițer;
- Ordinul Steaua României în grad de ofițer;
- Ordinul Meritul Sanitar cl. I.